# Anton Biersack (Komponist)

Anton Biersack (1950)

Anton Biersack (* 30. November 1907 in Greding, Mittelfranken; † 18. November 1982 in Bad Vilbel) war ein deutscher Komponist.

## Leben
Anton Biersack wurde als Sohn eines Wagenmeisters und Landwirts Anton Biersack und seiner Frau Walburg geboren. Sie hatten sechs Kinder. In seiner Jugend lernte ihn der Finanzbeamte und ehemalige Militärmusiker Ehmann das Geige spielen. Er studierte 1926–28 an der Domorganistenschule in Eichstätt und anschließend 1928–32 am Würzburger Konservatorium Komposition, Dirigieren, Klavier und Orgel. Von 1932 bis 1936 war er Mozart-Stipendiat am Hoch’schen Konservatorium in Frankfurt am Main und wirkte ab 1936 bis 1940 als Theorielehrer und Leiter der Orchestervorschule. 1940 bis 1945 leistete er Kriegsdienst. 1945–1947 war er Chor- und Orchesterleiter an der Frankfurter Musikhochschule tätig, ab 1947 als Dozent ebendort. 1957 wurde er zum Leiter der Abteilung Orchesterausbildung an der Frankfurter Musikhochschule ernannt, 1960 zum ordentlichen Professor.
Er war mit Agathe, geb. Laur, (1910–1996) verheiratet. Seinen Ruhestand verbrachte er in Bad Vilbel.

## Werke
- Sinfonische Musik (I, 1938; II, 1946) für großes Orchester
- Concertino Capriccio (1953)
- Ostinato Sinfonico (1955) für Orchester, Auftragswerk von Radio Frankfurt
- Skizzen für Streicherorchester (1951)
- Concertino für Solo-Violine und Streichorchester (1956)
- Bagatellen für Kammerorchester (1939)
- Geistliche Kantate (1937)
- Passionskantate (1947) für Soli, Chor und Orchester
- Außerdem Kammermusiken, vornehmlich für Bläser
- Kinderoper Wir bauen eine Kirche (1953)